# Hans Olivecrona
Hans Olivecrona (före adlandet 1719 Perman), född 20 mars 1680 i Stockholm, död där 20 januari 1741, var en svensk jurist och ämbetsman.

## Biografi
Hans Olivecrona var son till handelsmannen och rådmannen Thomas Perman. Han blev student vid Uppsala universitet 1685 och författade under sin studietid De limitibus Suionicis, vilken dock aldrig trycktes och förstördes vid Uppsala stadsbrand 1702. 1702 antogs Olivecrona som extraordinarie kanslist i Riksarkivet och auskultant i lagkommissionen. 1704 utnämndes han till auditör vid Kalmar regemente, som då befann sig i Polen. Han följde med regementet i fälttåget mot Ryssland. Efter slaget vid Poltava befann han sig i kungens svit och följde honom till Bender, varefter han blev sekreterare hos svenske ministern i Konstantinopel. Olivecrona utnämndes 1710 till kanslist vid statsexpeditionen och året därpå vid utrikesexpeditionen. 1711 förestod han under envoyéns frånvaro kommissionssekreterarbefattningen både i Konstantinopel och vid Prut. 1714 var han åter legationssekreterare. Olivecrona anlände med kungen till Stralsund och närvarade vid belägringen av staden. Efter hemkomsten till Sverige blev Olivecrona 1717 assessor vid Åbo hovrätt men tillträdde aldrig befattningen utan transporterades 1718 till assessor vid Svea hovrätt. Han adlades 1719 och utnämndes 1728 till hovrättsråd. Ett fragment av den dagbok som Olivecrona förde under sin tid i Konstantinopel har trycks i Karolinska förbundets årsbok 1928.